# 玉川町 (大阪府)
玉川町（たまがわちょう）は、大阪府中河内郡にあった町。本項では町制前の名称である玉川村（たまがわむら）と、現在の旧町域についても述べる。
概ね町村制施行前の旧村名を継承した菱江、稲葉、西岩田、岩田町、瓜生堂に該当し、東大阪市立玉川中学校の学区にあたる。「玉川」という地名は現存しないが、かつては近鉄玉川工場、現在は東大阪市立玉川小学校、同玉川中学校などの名称で残っている。角田一・三丁目あたりは区画整理前は菱江の一部だった。

## 歴史

### 近代以前
（日本 > 畿内 > 河内国 > 若江郡 > 瓜生堂村、岩田村、西岩田村、稲葉村、菱江村）
かつては西は楠根川（現・第二寝屋川）、東は菱江川（玉串川の分流）に挟まれた低湿地であり、たびたび水害に遭っていた。反面、土地は肥沃で農業が盛んだった。1704年に大和川の川違えが行われて菱江川跡地は菱屋東新田として開発された。
水害はあるも、川に挟まれた地域であったため、全国に点在する玉川の地名から見られるように、「美しい」を意味する「玉」という接頭語を「川」につけた地名になったと推測されるが、天平勝宝６年（西暦７５４年）に風雨を治めるために、玉櫛笥（たまくしげ）を旧大和川上流より流し、津原（現在の花園本町）の池にたどり着いたことから名付けられたとされる「たまくし川」が地域の東にあったことから、「たま川」とされたとも考えられる。
なお、津原には玉櫛の神を祀る神社が建立され、その後、風水害を受けることがなくなったと言われている。

### 自治体成立以降
（日本 > 大阪府 > 中河内郡 > 玉川村 → 玉川町）
- 1889年4月1日 - 町村制施行に伴い各村が合併して若江郡玉川村が成立。
- 1896年4月1日 - 中河内郡の所属となる。
- 1943年10月1日 - 町制施行。
- 1955年1月15日 - 盾津町、英田村、若江村、三野郷村と合併して河内市の一地域となり、中河内郡を離脱。旧町内（現在の稲葉1丁目）に市役所が設置された。東大阪市となってからも庁舎は市役所本館として引き継き使用された。

## 現在の地理
地域内はおおむね平坦である。かつては農業地であったが、現在は住宅地、商業地、工業地が混在しており開発され尽くした感がある。地域内を東西に近鉄奈良線が、南北にはやや西側を大阪中央環状線が、ほぼ中央を南北に八尾枚方線が、東西に大阪枚岡奈良線が貫いている。

### 河川
- 第二寝屋川
瓜生堂、西岩田地域の西側を南から北へ流れる。かつては楠根川と呼ばれていたが、昭和40年代に拡幅されて典型的な掘り込み河川となり、名称変更された。

かつては菱屋東地域内に井路川水路として菱江川が流れていたが、昭和40年代に第二寝屋川水路が開削されて上流の玉串川が分断され、水路としての意義が失われたため埋め立てられた。

### 交通

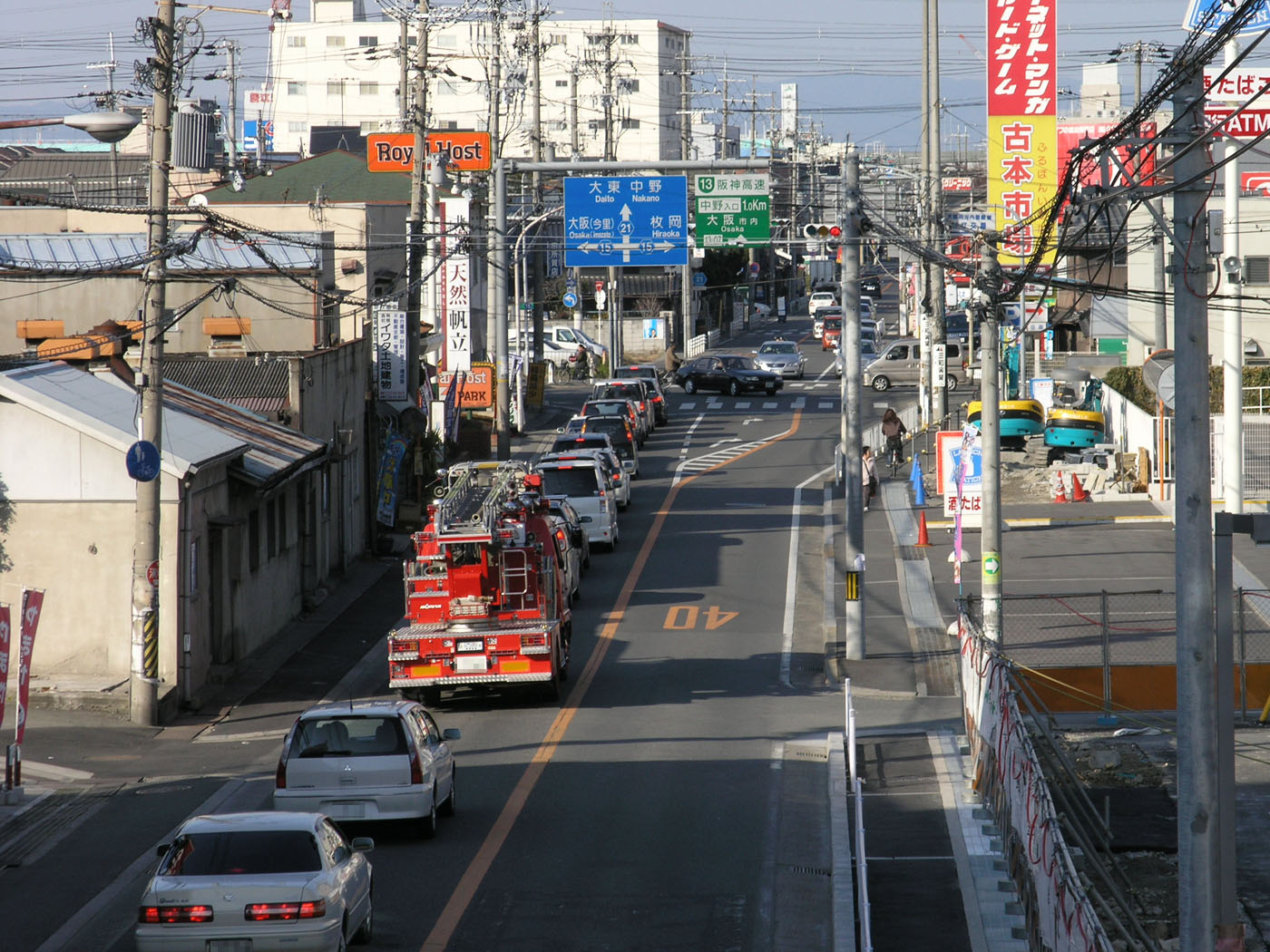
府道八尾枚方線
中消防署そばの歩道橋上から菱江交差点方向を撮影。

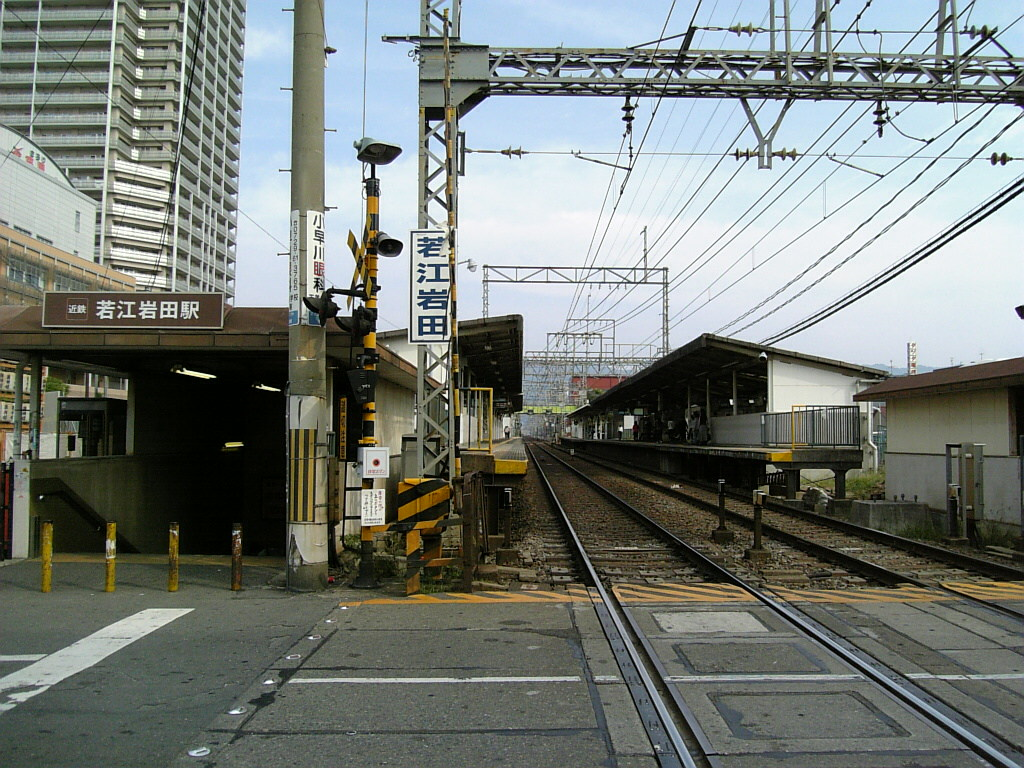
近鉄若江岩田駅

国道308号、近鉄けいはんな線の通る部分が玉川地域の北限。地域内にけいはんな線の駅は無い。大きな幹線道路が複数通るが、それ以外の道路はおおむね貧弱である。
主要道路
- 国道308号
- 大阪府道2号大阪中央環状線
- 大阪府道15号八尾茨木線
- 大阪府道21号八尾枚方線
- 大阪府道702号大阪枚岡奈良線（地域内は府道15号と重複）

鉄道
- 近鉄奈良線
  - 若江岩田駅

※地域の東部の外れすぐに河内花園駅がある。第二寝屋川に接する最西端からは八戸ノ里駅が近い。

## 現在の旧町域

### 瓜生堂
旧瓜生堂村の地域にあたる。
主な施設、旧跡
（瓜生堂1 - 3丁目）
- 東大阪市立玉美小学校
- イズミヤ若江岩田店

### 西岩田
旧西岩田村の地域にあたる。
かつて、現在の2丁目から3丁目の近鉄奈良線北側に玉川工場（昭和27年開設）があり、近鉄電車の検査・修理・改造が行われていた。当初は八戸ノ里側に引き込み線があったが昭和40年代に大阪中央環状線が敷設されるのに伴い若江岩田側に変更され、近鉄線は高架となった。昭和57年の五位堂工場開設により廃止となった。跡地は近鉄ハーツを経て、現在はニトリモール東大阪となっている。
主な施設、旧跡
（西岩田1 - 4丁目）
- ニトリモール東大阪
近鉄玉川工場→近鉄ハーツ跡地にできた複合商業施設。
- 大阪府立中河内救命救急センター
- 市立総合病院
- 山陽マルナカ東大阪店

### 岩田町
旧岩田村の地域にあたる。
主な施設、旧跡
（岩田町1 - 6丁目）
- 近鉄若江岩田駅
- 若江岩田駅前行政サービスセンター
- 東大阪市中保健センター・中保健所
- 東大阪市立玉川中学校
- 東大阪市立岩田西小学校
- 東大阪岩田郵便局
- タツタ電線本社工場

### 稲葉
旧稲葉村の地域にあたる。
主な施設、旧跡
（稲葉1 - 4丁目）
- 東大阪市消防局中消防署
2007年に市役所旧本庁舎跡に設置された。
- 東大阪市立文化会館
- 大阪府警察河内警察署
- 大阪府立たまがわ高等支援学校
- 東大阪市立玉川小学校
- 近畿自動車教習所

### 菱江、角田
旧菱江村の地域にあたる。
主な施設、旧跡
（菱江1 - 3丁目）
- 大阪朝鮮高級学校
- 河内郵便局
- ホームセンターコーナン

（角田1,3丁目）